# Ometeotl
Ometecuhtli (Dois-Senhor) e Omecihuatl, (Dois-Mulher), formavam a dualidade criadora na religião mexica.
Eruditos como Miguel León-Portilla traduzem Ometeotl como Senhor da Dualidade, implicando um único deus de caráter dual.
Ometecuhtli (Dois-Senhor) representa a essência masculina da criação. É esposo de Omecihuatl e pai de Tezcatlipoca vermelho (Xipe Tótec), Tezcatlipoca preto (Tezcatlipoca), Tezcatlipoca branco (Quetzalcoatl), e Tezcatlipoca azul (Huitzilopochtli). Também é chamado de Tonacatecuhtli [tonaka'tekutli], "Senhor da nossa carne".
Este é um deus antigo, que não tinha templos, e era quase desconhecido pelo povo, mas muito nomeado nos poemas das classes altas. Devido a ser mencionado de uma maneira que parece ignorar o restante da cosmogonia asteca, Miguel León-Portilla sugestiona que talvez os sábios astecas estavam num processo de aglutinar os demais deuses nesta deidade.
Omecihuatl (Dois-Mulher), deusa que representa a essência feminina da criação na religião mexica. Esposa de Ometecuhtli. Também é conhecido como tonacacihuatl, Senhora da nossa carne.
Ometeotl é também chamado "in Tonan, in Tota, Huehueteotl", "Mãe a nossa, Pai o nosso, Velho Deus". Como dualidade e unidade masculino-feminina, reside em Omeyocann, "o Sítio da Dualidade", que, pela sua vez, ocupa o mais alto lugar dos céus. São pais do Universo e quanto há nele. Como "Senhor e Senhora da Nossa Carne e Sustento", subministra a energia cósmica universal da qual todas as coisas derivam, bem como a continuidade da sua existência e sustento. Prove e mantém o ritmo oscilante do universo, e confere a cada coisa a sua natureza particular. É em virtude destes atributos que são chamados de "O Um Mediante O Qual Todos Vivemos" e quem "é o verdadeiro ser de todas as coisas, preservando-as e nutrindo-as". Por ser metafísicamente imanente, Ometeotl é chamado Tloque Nahuaque, amo do vizinho e o afastado ou o que está perto de todas as coisas e de quem todas as coisas estão perto. Em tanto epistemologicamente transcendente, chamado  de Yohualli-ehecátl, Um que é Invisível (como a noite) e Intangível (como o vento). Recebe também os nomes de Moyocoyatzin, "o inventor de si mesmo" e Ipalnemohua, "o dador de vida".
A existência de Ometeotl é defendida por Caso, Miguel León-Portilla e Alfredo López Austin (ver Bibliografia)